# 尹怀昌
尹怀昌，五代十国马楚南宁州领主之一，都云（今贵州都匀县）人。
尹怀昌与莫彦殊分别割据南宁州（今贵州黔南惠水县南部地区）。其境内居有汉族与布依族、苗族、壮族的先民。后晋天福五年（940年），南宁州酋长莫彦殊率其本部十八州、都云酋长尹怀昌率其昆明等十二部、牂柯张万浚率其夷、播等七州归附楚王马希范。北宋时，龙、方、张、石、罗五姓领主崛起，取代尹、莫两姓领主的统治地位。